# Preacher (televíziós sorozat)
A Preacher 2016-os amerikai televíziós sorozat, amely Garth Ennis azonos című képregénye alapján készült. A sorozat alkotója Seth Rogen, Evan Goldberg és Sam Catlin, főszerepben pedig Dominic Cooper látható. A sorozatot az AMC készítette.

## Tartalom
Jesse Custer apja pap volt, ezért Jesse megfelelő nevelésben részesült, ám az élete mégis félresiklott. Komoly balhékban volt benne a gyerekkori barátjával, Tulip O'Hare-val, de mára Jesse megváltozott, és belőle is pap lett, és a régi családi birtokon álló templomban dolgozik. Azonban hiába lett Jesse-ből pap, ő nem tud megbékélni a világgal és önmagával sem, annyi változott, hogy most már normális életet él, de ugyanúgy iszik mint ezelőtt. Próbál megfelelni a hivatásának, de ez nem nagyon jön össze neki, mert nem teljes erőbedobással dolgozik. De ez a helyzet megváltozik, mert Jesse-t megszállja egy természetfeletti erő, aminek a hatására ő eldönti, hogy mától az emberek szolgálatába állítja az életét. A misztikus erő hatására pedig képes lesz emberek életét megváltoztatni, csakhogy nem mindenkinek tetszik, hogy az erő nála van.
Két angyal érkezik a mennyből, mert vissza akarják szerezni Jesse-től az erőt. Ezt úgy akarják elérni, hogy elénekelnek egy dalt, aminek a hatására az erő majd visszaszáll a börtönébe, egy dobozba. De Jesse nem akarja visszaadni ezt az erőt, mert ő úgy gondolja, hogy ezt Isten akarta így, és hogy az Isten akarata, hogy ő segítsen az embereken. De az angyalok elmondják neki, hogy ez az erő egy démon és egy angyal párkapcsolatából született, ezért nagyon erős. A neve pedig Genezis.
A sorozat történetében fontos szerep jut még egy Cassidy nevű vámpírnak, aki Jesse templomában kezd el dolgozni. Ő és Jesse összebarátkoznak, és jól megértik egymást. A másik fontos szereplő a már említett Tulip, aki azt akarja elérni, hogy Jesse tartson vele egy kalandra, mert sikerült megtalálni azt a fickót, aki régen keresztbe tett nekik.

## Szereplők

### Főszereplők
| Szerep                     | Színész                                                   | Magyar hang                                                      | Évad   |
| -------------------------- | --------------------------------------------------------- | ---------------------------------------------------------------- | ------ |
| Jesse Custer               | Dominic Cooper                                            | Dányi Krisztián                                                  | 1–4    |
| Tulip O'Hare               | Ruth Negga                                                | Nemes Takách Kata (1. évad, 3–4. évad) Gáspár Kata (2. évad)     | 1–4    |
| Cassidy                    | Joseph Gilgun                                             | Horváth Illés                                                    | 1–4    |
| Eugene Root / Seggarc      | Ian Colletti                                              | Czető Roland                                                     | 1–4    |
| Gyilkosok szentje          | Graham McTavish                                           | Albert Péter                                                     | 1–4    |
| Herr Starr                 | Pip Torrens                                               | Jakab Csaba                                                      | 2–4    |
| Adolf Hitler               | Noah Taylor                                               | Gyurin Zsolt                                                     | 2–4    |
| Mark Harelik / Hamis Isten | Mark Harelik                                              | Kajtár Róbert (1. évad 10. rész) Bácskai János (2. évad 4. rész) | 1–2    |
| Isten                      | Mark Harelik                                              | Bácskai János                                                    | 3–4    |
| Humperdoo / A messiás      | Tyson Ritter                                              | Kékesi Gábor                                                     | 2–4    |
| Jézus Krisztus             | Tyson Ritter                                              | Kékesi Gábor                                                     | 2–4    |
| Lara Featherstone          | Julie Ann Emery                                           | Csondor Kata                                                     | 2–4    |
| F.J. Hoover                | Malcolm Barrett                                           | Potocsny Andor                                                   | 2–3    |
| Fiore                      | Tom Brooke                                                | Katona Zoltán (1–2. évad) Karácsonyi Zoltán (4. évad)            | 1–2, 4 |
| DeBlanc                    | Anatol Yusef                                              | Moser Károly                                                     | 1      |
| Emily Woodrow              | Lucy Griffiths                                            | Csifó Dorina                                                     | 1      |
| Donnie Schenck             | Derek Wilson                                              | Dolmány Attila                                                   | 1      |
| Hugo Root                  | W. Earl Brown                                             | Háda János (1. évad) Bolla Róbert (2. évad 12. rész)             | 1–2    |
| Marie "Nagymama" L'Angelle | Julie Oliver-Touchstone (2. évad) Betty Buckley (3. évad) | Molnár Zsuzsa                                                    | 2–3    |
| TC                         | Colin Cunningham                                          | Welker Gábor                                                     | 3      |

### Vendég- és mellékszereplők
| Szerep          | Színész            | Magyar hang | Évad |
| --------------- | ------------------ | --- | ---- |
| Odin Quincannon | Jackie Earle Haley | Pálfai Péter | 1    |
| Miles Person    | Ricky Mabe         | Harcsik Róbert | 1    |
| Betsy Schenck   | Jamie Anne Allman  | Sallai Nóra | 1    |
| John Custer     | Nathan Darrow      | Galbenisz Tomasz (1. évad 1–4. rész) ? (1. évad 8. rész) Seder Gábor (1. évad 9. rész) Láng Balázs (4. évad 1. rész) | 1, 4 |
| Susan           | Juliana Potter     | ? | 1    |
| Denis           | Ronald Guttman     | Pálfai Péter | 2    |
| Tyler           | Justin Prentice    | ? | 2    |
| Ms. Mannering   | Amy Hill           | ? | 2    |
| Jody            | Jeremy Childs      | Sótonyi Gábor | 3    |
| Mindenek Atyja  | Jonny Coyne        | Forgács Gábor | 3    |
| Eccarius        | Adam Croasdell     | Varga Gábor | 3    |
| Sabina Boyd     | Prema Cruz         | Bogdányi Titanilla                                                                                                   | 3    |
| Sátán           | Jason Douglas      | Varga Rókus | 3    |
| Arkangyal       | David Field        | Horányi László | 4    |